# Meliton Kantaria
Meliton Kantaria, né le 5 octobre 1920 à Jvari (en)  (République démocratique de Géorgie) et mort le 27 décembre 1993 à Moscou était un sergent géorgien de l'Armée rouge qui est connu pour avoir hissé le drapeau de l'URSS sur le toit du Reichstag lors de la prise du Reichstag en 1945 à la fin de la Seconde Guerre mondiale. L'image fut immortalisée par le photographe Yevgeny Khaldei.
C'est Joseph Staline qui lui confia cette tâche, lui-même étant géorgien.
Il a obtenu par ailleurs le titre d'Héros de l'Union soviétique le 8 mai 1946.